# Urospatha caudata
Urospatha caudata là một loài thực vật có hoa trong họ Ráy (Araceae). Loài này được (Poepp.) Schott miêu tả khoa học đầu tiên năm 1853.